# 朝鮮演劇建設本部
朝鮮演劇建設本部（ちょうせんえんげきけんせつほんぶ）は太平洋戦争終戦直後の1945年8月18日頃に連合軍軍政地域であるソウルで結成された演劇団体。演建と略称される。

## 発足と構成
1945年8月15日、太平洋戦争が終結するやすぐに朝鮮の芸術界では活動が始まった。8月16日にまず林和が中心となって朝鮮文学建設本部が結成され、他分野の芸術人達も次々と団体を結成した。演劇界では8月18日頃に組織された朝鮮演劇建設本部がそれである。
朝鮮演劇建設本部の創立を主導した人物は宋影、金兌鎮、李曙郷、咸世徳、朴英鎬、金承久、羅雄、安英一などで、後に越北する人物達である。だが、日本統治時代末期の官製国民演劇には右派の演劇人達と共に参与していた人物でもある。この頃はまだイデオロギー対立が目立ってはおらず、朝鮮演劇建設本部は左派も右派も包括した汎演劇人団体として出帆した。親日団体と見なされている日本統治時代末期の朝鮮演劇文化協会と人的構成面では大きな違いはなかった。
8月18日には林和が主導し芸術人団体を総括する朝鮮文化建設中央協議会が創立され、朝鮮演劇建設本部は朝鮮文化建設中央協議会の傘下団体となった。委員長は宋影、書記長は安英一が引き受けた。

## 活動
朝鮮演劇建設本部が演劇の基本方針として設定した事項は次の4つである。
- 1.　日帝による一切の野蛮的で欺瞞的な文化政策の残滓の清掃
- 2.　演劇にあっての徹底した人民的基礎を完成するため一切の封建的要素と残滓、特殊階級的演劇の要素と残滓、反民主主義的・地方主義的要素と残滓の清掃
- 3.　世界演劇の一環としての民族演劇の開発と昂揚のため、必要なすべての建設事業の設計
- 4.　文化前線にあっての人民的協同の完成を期して強力な文化の統一前線の構築

この時から朝鮮演劇建設本部傘下団体として様々な劇団が創設された。人民劇場、自由劇場、青葡萄、日午劇場、同志、革命劇場、ソウル芸術劇場、白花、朝鮮芸術劇場などが1945年9月から10月に設立された劇場である。さらに続いて解放劇場、民芸、前線、再建土月会、朗朗劇会、青春劇場などが組織された。
朝鮮演劇建設本部は演劇研究所、国立劇場、演劇映画学校の設立と、演劇雑誌の発刊を企画し、連合軍のソウル入城の歓迎のための講演を準備し、戦災民義捐金募金のための街頭キャンペーンを行った。脚本審議室の設置と演劇新聞の発刊も計画するなど活発な活動を展開した。

## 解体
連合軍軍政期の始まりと共に次第に理念的な違いが表れ始め朝鮮演劇建設本部は危機に陥った。右派系列の柳致真、徐恒錫は朝鮮演劇建設本部を脱退し左翼系列は強硬派と穏健派に分裂し内紛が起こった。左派強硬派は1945年9月27日に朝鮮演劇建設本部を脱退し朝鮮プロレタリア演劇同盟を結成し分離した。
結果、朝鮮演劇建設本部に残った演劇人達は解体を宣言した後、朝鮮プロレタリア演劇同盟に合流し、1945年12月20日に朝鮮演劇同盟を創立した。